# Georges Lech
Georges Lech [Lɛʃ] (* 2. Juni 1945 in Montigny-en-Gohelle, Département Pas-de-Calais) ist ein ehemaliger französischer Fußballspieler.

## Vereinskarriere
Der Stürmer, der bei Carabiniers Billy-Montigny mit dem Fußballspielen begann, galt schon sehr früh als großes Talent; manche sahen in ihm sogar schon den Nachfolger von Raymond Kopa, mit dem er den eher zierlichen Körperbau und die Fähigkeit, sich durch seine technischen Fähigkeiten, insbesondere seine Dribblings, durchzusetzen, gemein hatte. Wie Kopa war auch Georges Lech Sohn eines polnischstämmigen Bergmanns aus dem nordfranzösischen Kohlerevier. Mit 17 unterschrieb er einen Vertrag bei Racing Lens, und schon im Oktober 1962 bestritt er dort auf der Rechtsaußenposition sein erstes Spiel in der Division 1. Nur ein Jahr später wurde er auch erstmals in die Nationalelf berufen. In den folgenden sechs Jahren bei den Sang et Or („Blutrot und Gold“ ist die in Frankreich geläufige Bezeichnung für den Verein aus Lens) war Georges Lech zwar weder ein Meistertitel – als beste Platzierung sprang 1964 ein dritter Rang heraus – noch ein Pokalsieg vergönnt, aber er war ein guter Passgeber (bis 1965 für den Sturmtank Ahmed Oudjani) und erzielte auch selbst zahlreiche Treffer. In der Saison 1966/67 wurde er sogar zweitbester Ligaschütze mit 25 Torerfolgen.
1968 wechselte er zum FC Sochaux, bei dem er vier Jahre blieb; aber auch mit diesem Klub blieb ein dritter Platz in der Liga-Abschlusstabelle 1971/72 der größte Erfolg in Lechs Karriere. Am Ende dieser Saison verpflichtete ihn Stade Reims, wo er gleichfalls noch vier Jahre lang – unter anderem an der Seite seines Bruders Bernard – spielte; dort wurde Georges Lech meist im Mittelfeld, als Vorlagengeber für die Torjäger Carlos Bianchi bzw. Delio Onnis, eingesetzt. 1974 erreichte er mit den Rot-Weißen aus der Champagne das Pokalhalbfinale, 1976 als beste Platzierung in der Division 1 Rang 5 – allerdings führte in dieser letzten Saison eine schwere Knieverletzung dazu, dass er mit noch nicht ganz 31 Jahren seine Spielerlaufbahn beenden musste. Sein letztes Spiel als Profi bestritt er mit Reims gegen den RC Lens, jenen Klub, bei dem er seine erste Partie in der höchsten französischen Liga absolviert hatte.

### Stationen
- Carabiniers Billy-Montigny (1959–1962)
- Racing Club Lens (1962–1968, 187 Spiele/71 Tore in D1)[3]
- FC Sochaux (1968–1972, 118/39)
- Stade Reims (1972–1976, 74/7)

Insgesamt 379 Spiele und 117 Treffer in Frankreichs erster Liga.

## Nationalspieler
Georges Lech wurde zwischen Oktober 1963 und März 1973 zu insgesamt 35 A-Länderspielen in die Nationalelf berufen, für die er auch 7 Treffer erzielte. Bei seinem ersten Länderspiel gegen Bulgarien (3:1 in der EM-Qualifikation) profitierte er vom Transfer des etatmäßigen Rechtsaußen Maryan Wisnieski nach Italien und von der vorzeitigen Abreise Raymond Kopas; Lech war mit 18 Jahren und 4 Monaten einer der jüngsten Debütanten aller Zeiten im blauen Nationaltrikot gewesen und hatte als Neuling 11 Länderspiele nacheinander bestritten. Ab Juni 1965 hatte er allerdings mit Leistungsschwankungen zu kämpfen, zumal er Nationaltrainer Henri Guérin auch nicht mehr ins taktische Konzept passte, so dass Lech die WM-Teilnahme in England verpasste, obwohl er an der Qualifikation dafür noch maßgeblich beteiligt gewesen war.
Erst die Interimstrainer Snella, Arribas und Fontaine holten ihn 1966 wieder in den Kreis der Bleus zurück – bevor deren Nachfolger Louis Dugauguez ab September 1967 erneut auf seine Mitwirkung verzichtete. Als dieser Ende 1969 von Georges Boulogne abgelöst wurde, erfuhr Lech dann aber wieder die Anerkennung seiner Leistungen und stand in den folgenden dreieinhalb Jahren regelmäßig in der Nationalmannschaft. Insgesamt hat er 16 Länderspiele während seiner Zeit bei Lens, 17 bei Sochaux und zwei bei Reims bestritten; allerdings fiel seine Karriere in eine Zeit, in der die Équipe tricolore sich (außer 1966) weder für eine Europa- noch für eine Weltmeisterschaftsendrunde qualifizieren konnte.

## Nach der Zeit als Spieler
Anschließend arbeitete Georges Lech gut zwei Jahrzehnte lang als Repräsentant für Adidas, bevor er in den späten 1990ern einer mit Arbeitsplatzabbau verbundenen Änderung der Unternehmensstrategie zum Opfer fiel. Außerdem ist er aktuell (2007) noch immer Vorsitzender der Vereinigung der „Ehemaligen“ von Stade Reims.